# Meir Yitzhak Halevi

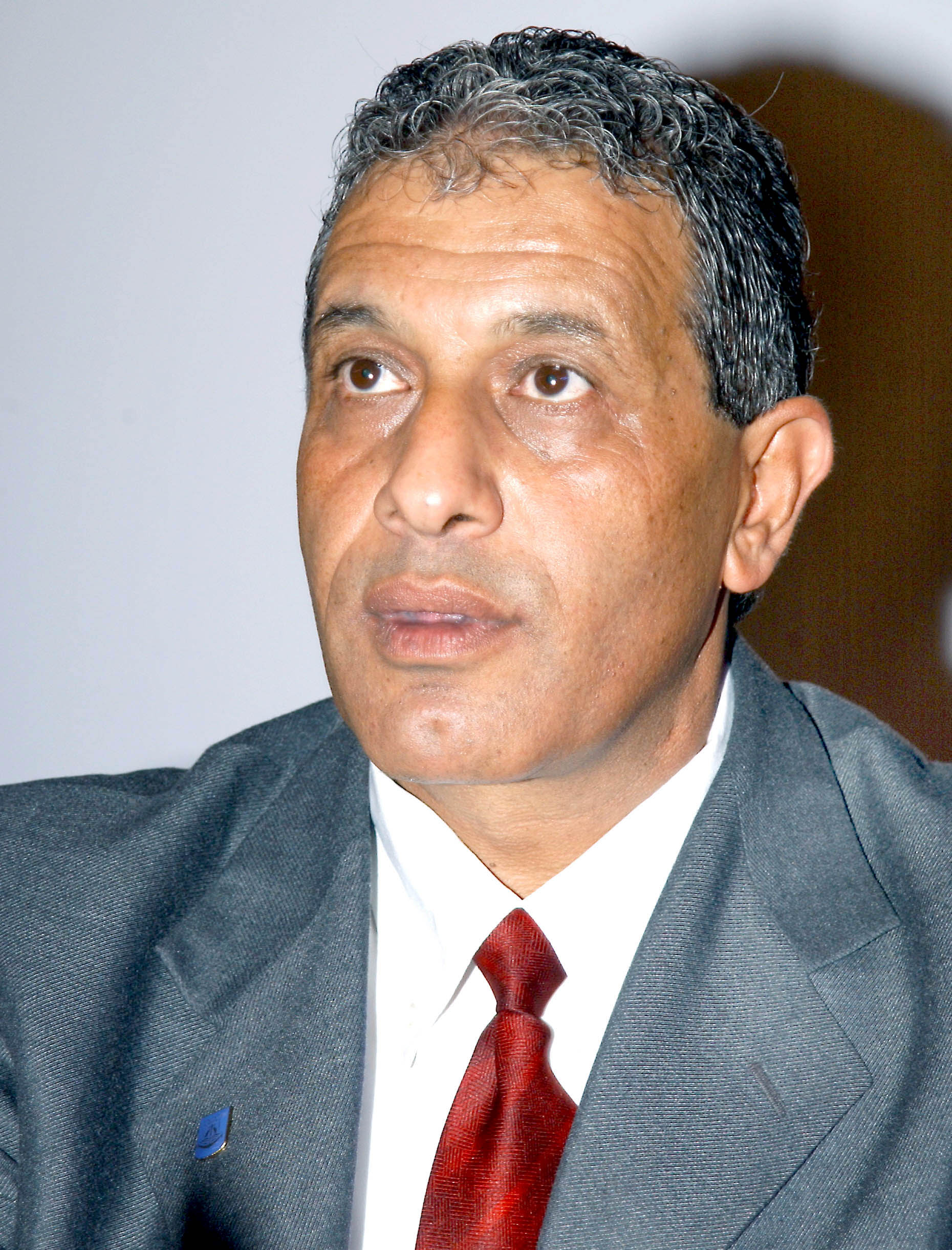
Meir Yitzhak Halevi

Meir Yitzhak Halevi (Hebrew: מאיר יצחק - הלוי, sinh năm 1953 tại Jerusalem) là một chính trị gia Israel, hiện là thị trưởng thành phố Eilat.

## Cuộc sống
Halevi sinh ra tại Jerusalem vào năm 1953, quê quán ở Yemen. Ông nội của ông là Rabbi trưởng của Yemen.
Ông chuyển đến Eilat năm 1978 và điều hành một trung tâm cộng đồng và trường cao đẳng quản lý tại đây. Năm 1993, ông được bầu vào Hội đồng thành phố và thất bại trong cuộc chạy đua giành ghế thị trưởng vào năm 1998. Từ năm 1998 đến 2003, ông là lãnh đạo của phe đối lập trong Hội đồng thành phố. Ông đã thắng cuộc bầu cử địa phương vào năm 2003 và gia nhập đảng mới Kadima. Trong các cuộc bầu cử trong năm 2008, Halevi đã nhận được 50% số phiếu và do đó có thể tiếp tục cương vị thị trưởng.
Ông là một trong những người khởi xướng chương trình hành động "Thành phố không có bạo lực".